# Дзоли, Адоне
Адоне Дзоли (итал. Adone Zoli, 16 декабря 1887, Чезена — 20 февраля 1960 года, Рим) — итальянский юрист и политик (до фашистской диктатуры — Итальянская народная партия, после — ХДП), в 1951—1953 гг. — министр юстиции, в 1956 г. — министр финансов, в 1956—1958 гг. — министр бюджета, в 1957—1958 гг. — Председатель Совета министров Италии.

## Биография
Выходец из зажиточной семьи с фамильными корнями из Предаппио. Отец Дзоли был управляющим пункта сбора налогов, сначала в Чезене, позднее — в Фодже, куда вместе с ним переехала вся семья и где юный Адоне окончил среднюю школу. В 1907 году получил высшее юридическое образование в Болонье и занимался адвокатской практикой в Генуе, Болонье и Флоренции. Ушёл добровольцем на Первую мировую войну, участвовал в битве при Капоретто, награждён двумя крестами за военные заслуги и одним — за воинскую доблесть. После войны был делегатом нескольких съездов Итальянской народной партии, а на съезде 1921 года вошёл в состав центрального комитета партии.
В 1943 году стал участником Сопротивления (входил в отделение Комитета национального освобождения в Тоскане), был арестован и приговорён к смерти, но приговор не был приведён в исполнение. С 1944 по 1946 год был вице-мэром Флоренции и членом Национального совета. Был избран по спискам Христианско-демократической партии в Сенат I-го, II-го и III-го созывов, в 1950—1951 годах являлся заместителем председателя Сената. В седьмом правительстве Де Гаспери (1951—1953 годы) занимал кресло министра юстиции и помилования, а также временно исполнял обязанности министра общественного образования. В первом правительстве Фанфани (1954 год) был министром финансов, а в первом правительстве Сеньи (1956—1957 годы) — министром бюджета. В 1954 году стал председателем ХДП, а в 1957 году, после падения второго правительства Фанфани, Дзоли сформировал однопартийное демохристианское правительство, но при голосовании по вопросу доверия его правительству в парламенте оно получило поддержку, помимо самих христианских демократов, только со стороны монархистов и неофашистов из Итальянского социального движения, и он подал в отставку, желая подчеркнуть антифашистский характер ХДП. Однако президент Гронки отставку Дзоли не принял, и тот возглавлял правительство до выборов 1958 года.
Скончался 20 февраля 1960 года в Риме. После торжественной заупокойной службы в базилике Санта-Мария-Новелла во Флоренции Дзоли был похоронен в семейном склепе на кладбище Сан Кассиано ин Пеннино (San Cassiano in Pennino) в Предаппио (Эмилия-Романья), неподалёку от склепа семьи Муссолини, в котором останки Бенито Муссолини были перезахоронены в своё время из соображений гуманности по решению тогдашнего премьер-министра Дзоли.

## Увековечение памяти
Именем Дзоли названы улицы, площади и школы в Чезене и в других городах. С 1963 года в Неаполе действует Центр политико-экономических и социальных исследований (Centro Studi di Politica Economica e Sociale) имени Адоне Дзоли. Совместным решением городских властей Флоренции, Института истории Сопротивления и Общества еврейско-христианской дружбы на доме семьи Дзоли на пьяцца делла Либерта помещена мемориальная доска с надписью: «В этом доме в период немецкой оккупации семья Адоне Дзоли оказывала помощь и спасала евреев, подвергавшихся преследованиям фашистов и нацистов, боролась за освобождение Флоренции и пережила заключение и смертельную угрозу, нависшую в том числе и над сыновьями Джанкарло и Анджело-Мария, в тюрьме Вилла Триста, участвовала в демократической жизни города и освобождённой Италии».